# Uwe Klimmeck
Uwe Klimmeck (* um 1969/70) ist ein deutscher Filmeditor.

## Leben
Uwe Klimmeck besuchte von 1976 bis 1984 das Städtische Gymnasium in Rheinbach bei Bonn und studierte 1984/85 Ökonomie an der Universität zu Köln. Von April 1985 bis Ende April 1987 war er als Radio- und Sportreporter bei der Informations- und Medienzentrale der Bundeswehr im Raum Köln eingesetzt. Anschließend war er von Juli 1987 bis Juli 1993 als Kamera-, EB-Assistent und Avideditor bei der Arnold & Richter Cine Technik (ARRI) in München angestellt. Ab 1992 schnitt er überwiegend Dokumentarfilme.
2006 zog Klimmeck nach Washington, D.C. und war dort bis März 2012 als Editor bei Story House Productions tätig. Nach seiner Heimkehr nach Deutschland stieg er 2012 in den Spielfilmbereich ein und übernahm in Nachfolge von Melania Sinder den Filmschnitt von Der Bauer und sein Prinz. Klimmecks Montagearbeit bei dem Film Die andere Heimat – Chronik einer Sehnsucht wurde für den Preis der deutschen Filmkritik nominiert.
Uwe Klimmeck ist Mitglied der Europäischen Filmakademie, und ein langjähriges Mitglied beim Bundesverband Filmschnitt Editor e.V. (BFS).

## Filmografie (Auswahl)
- 1992: Angst – Tor zur Freiheit, Dokumentarfilm
- 1994: Dens – Die eigentlich nicht sind, Dokumentarfilm
- 1994: Gesetz der Straße – Brooklyn’s Finest
- 1994: Reise ohne Hoffnung / Rules of the Road
- 1995: Alle lieben Willy Wuff
- 1995: Weihnachten mit Willy Wuff – Eine Mama für Lieschen
- 1995: Die Nacht der Regisseure
- 1996: Blauäugig / Blue Eyed
- 1997: Scarmour
- 1997: Joy Fieldings Mörderischer Sommer.
- 1998: Cascadeur – Die Jagd nach dem Bernsteinzimmer
- 1999: JETS – Leben am Limit
- 2000: Die Straßen von Berlin
- 2001: Die grüne Wolke
- 2002: Der Tüftler
- 2003: 196 bpm – Die Love-Parade 2002, Dokumentarfilm
- 2003: Die Nacht von Yokohama
- 2004: Triell
- 2004: Land der Vernichtung, Dokumentarfilm
- 2005: Andeer ist anders – Biokäse in Graubünden
- 2005: Between the Devil and the Wide Blue Sea, Dokumentarfilm
- 2006: Hamburger Lektionen
- 2006: Ich erzähl dir von mir – Inside me, Dokumentarfilm
- 2007: The Berlin Wall
- 2007: Akte Mord
- 2009: Gearing Up
- 2009: Wolfmann
- 2011: Break It Down
- 2011: Rise of the Jellyfish
- 2013: Die andere Heimat – Chronik einer Sehnsucht
- 2013: Vom Glück der Kühe, Dokumentarfilm
- 2009/14: Der Bauer und sein Prinz, Dokumentarfilm
- 2014: Im Bann der Jahreszeiten
- 2015: Code of Survival oder das Ende der Gentechnik, Dokumentarfilm
- 2018: War of Art, Dokumentarfilm
- 2021: Watzmann ermittelt (Fernsehserie, 4 Folgen)
- 2023–2024: Sisi (Fernsehserie, 4 Folgen)